# Cesare padrone di Roma
Cesare padrone di Roma (The Field of Swords) è un romanzo storico di Conn Iggulden del 2005, terzo della serie Imperator.

## Trama
Il libro narra della vita di un trentenne Giulio Cesare, partendo dal periodo durante il quale il futuro dittatore era ancora governatore della Spagna.
Il racconto si sposta pertanto a Roma, durante la sua elezione al consolato e alla formazione del primo Triumvirato, che garantirà a Cesare il governo della Gallia Narbonense, durante il quale otterrà la sottomissione dei popoli Celtici del resto della Gallia e della Britannia.
Il racconto terminerà con l'attraversamento del Rubicone e l'inizio della guerra civile con Pompeo.

## Edizioni
- Conn Iggulden, Cesare padrone di Roma, traduzione di Luciana Crepax, Piemme, 2005,  p. 477, ISBN 9788838473760.
- Conn Iggulden, Imperator - Cesare padrone di Roma, traduzione di Luciana Crepax, Piemme, 26 giugno 2018,  p. 476, ISBN 9788856665888.